# توم ميرسير
توم ميرسير (بالإنجليزية: Tom Mercer)‏ هو لاعب كرة مضرب أمريكي، ولد في 10 نوفمبر 1964.

## وصلات خارجية
- توم ميرسير على موقع رابطة محترفي التنس (الإنجليزية)
- توم ميرسير على موقع الاتحاد الدولي لكرة المضرب (الإنجليزية)
- توم ميرسير على موقع خلاصة التنس.كوم (الإنجليزية)